# دائرة وادي ليلي
دائرة وادي ليلي إحدى دوائر ولاية تيارت الجزائرية. عاصمتها هي وادي ليلي وتضم بلديات: 
- وادي ليلي
- سيدي علي ملال
- تيدة

المؤسسات الأمنية العاملة في الدائرة هي الدرك الوطني - أمن الدائرة

## المؤسسات الحكومية
أما المؤسسات العمومية الموجودة فيها فهي:
- مركز التكوين المهني
- القسم الإقليمي للسكن والتجهيزات العمومية لدائرة وادي ليلي
- القسم الفرعي الفلاحي لدائرة وادي ليلي
- الصندوق الجهوي للتعاون الفلاحي مكتب محلي بوادي ليلي
- القسم الفرعي الري
- بريد الجزائر رمز 14014
- دار الشباب ممارسة مختلف النشاطات الثقافية
- المركب الرياضي الجواري
- الحماية المدنية

## المؤسسات التعليمية
- ثانوية زغلول يوسف
- متوسطة جمال الدين الأفغاني
- متوسطة ميهوب عبد الباقي
- مدرسة قواسم عبد القادر
- مدرسة محمد بوضياف
- مدرسة حمايدية طاهر
- مدرسة أبو بكر الصديق

## التسمية
ورثت البلدية تسمية وادي ليلي من الواد الذي يجتازها على مسافة 06 كلم الذي تصب مياهه بواد دقيقس. يؤكد عدد كبير من المؤرخين العرب والأوروبيين على أن ليلي موجود منذ القدم 15 قرنا قبل انقضاء الدولة الرستمية تيهـرت.
إن تسمية ليلي بالبربرية تعني نبات الدفلة، المؤرخ الإدريسي وصف ليلي على شكل تجمع سكني تتخلله بساتين خضراء.

## نشأة البلدية
نشأت البلدية سنة 1956 بمرسوم رقم:56/642 المؤرخ في:28/06/1956 وعرفت في عهـــد الاستعمار باسم ديـدرو نسبة إلي الكاتب الفرنسي المعروف.
- الموقـــع الجغرافــــي

تقـــع بلدية وادي ليلي شمال ولاية تيارت تبعد عن عاصمة الولاية 19 كلم يحدها من الشمال البلديات الآتية: السبت، تيدة، سيدي علي ملال ومن الشرق بلدية سيد الحسني، الدحموني، مغيلة ومن الجنوب الشرقي بلدية تيارت ومن الجنوب الغربي بلدية قرطوفة تتربع علي مساحة إجمالية قـدرها 22780 كلـم2 يقطنها ما يزيـد عن 12574 نسمـة حسب إحصائيات سنـة 2008 والكثافة السكانية فيها حوالي 30نسمة /كم2

## التضاريس والمناخ
تتخلل البلدية جبل القلعة وجبل ظهر القنانشة وجبل قزول وجبل سيدي معروف يعبرها واد دقيقس علي امتداد 08 كلم يصب في سد قرقار.
يسودها مناخ قاري، حار جاف صيفاً وبارد قارص شتاء.

## الأوضاع الاقتصادية
يشكل النشاط الفلاحي مصدر عيش غالبية السكان وتقدر المساحة الزراعية ب:18207 هكتار صالحة للزراعة. 
أما القطاع العام، فيضمن 554 مستثمرة فلاحي يستغلون مساحة تقدر ب: 8294 هكتار.
والإنتاج الزراعي يتضمن الحبوب (من القمح الصلب واللين والشعير) بالإضافة إلى الخضر والفواكه، حيث تقدر مساحة الخضر والفواكه ب:50 هكتار.
يعنى السكان بتربية الحيوانات، إذ يبلغ عدد الموالين 128 موال وعدد رؤوس الأغنام 4150، عــــدد مربّي الأبقار 50 وعدد رؤوس الأبقار بحوالي 180 رأس